# Бола Тинубу
Асиваџу Бола Ахмед Адекунле Тинубу (енгл. Bola Ahmed Tinubu; Лагос, 29. март 1952) је нигеријски политичар који је 16. и актуелни председник Нигерије од 2023. године. Претходно је био гувернер државе Лагос од 1999. до 2007. године, а затим сенатор за Западни Лагос у Трећој републици.
Тинубу је провео рани живот у југозападној Нигерији, а касније се преселио у Сједињене Државе где је студирао рачуноводство на Државном универзитету у Чикагу. Вратио се у Нигерију 1980-их и био је запослен у организацији Мобил Нигерија као рачуновођа, пре него што је ушао у политику као кандидат за сенатора Западног Лагоса 1992. године под заставом Социјалдемократске партије. Након што је војни диктатор Сани Абача распустио Сенат 1993. године, Тинубу је отишао у егзил и постао активиста који се залаже за повратак демократије као део покрета Националне демократске коалиције.
На првим посттранзиционим изборима за гувернера државе Лагос, Тинубу је победио са великом разликом као члан Алијансе за демократију. Четири године касније, поново је изабран на други мандат. Након што је напустио функцију 2007. године, одиграо је кључну улогу у формирању Свепрогресивног конгреса 2013. године. Године 2023. изабран је за председника, победивши Атикуа Абубакара и Питера Обија.

## Председник Нигерије (2023–тренутно)

### Избори
Дана 10. јануара 2022. године, Тинубу је званично објавио своју кандидатуру за председника. Дана 8. јуна 2022. године, Тинубу је победио на гласању на конвенцији владајуће АПК, освојивши 1.271 поен, победивши потпредседника Јемија Осинбаџа и Ротимија Амаечија који су освојили 235 и 316 респективно.
Дана 1. марта 2023. године, INEC је прогласио Тинубуа победником председничких избора 2023. године. Проглашен је за изабраног председника након што је освојио 8.794.726 гласова и победио своје противнике. Његов другопласирани Атику Абубакар из опозиционе Народне демократске партије (ПДП) освојио је 6.984.520 гласова. Питер Оби из Лабуристичке партије имао је 6.101.533 гласа и освојио треће место.
Опште изборе је обележила почетно висока пројектована излазност и недостатак мирног процеса гласања. Изборе су обележили извештаји о куповини гласова, застрашивању бирача, нападима на бирачка места у одређеним областима и нетачности изборних службеника, заједно са оптужбама за отворену превару; да би се погоршали проблеми са поверењем у изборе, званичници Независне националне изборне комисије нису отпремили резултате бирачких места на портал за преглед резултата INEC-а, како је раније било обећано да ће се догодити на дан избора. Када су државни резултати почели да се објављују 26. фебруара у националном центру за прикупљање података у Абуџи, појавила се опозиција јер подаци о резултатима још увек нису били у потпуности отпремљени пре њиховог објављивања у складу са законом. Ове околности, заједно са изјавама у којима се критикује INEC од стране посматрача и група цивилног друштва, довеле су до тога да кампање Абубакара, Обија и Кванкваса доведу у питање, а затим и званично одбаце објављене резултате избора до 28. фебруара. Све три главне опозиционе кампање, поред неких група цивилног друштва и бившег председника Олусегуна Обасанџа, позвале су комисију да понови изборе због преваре и насиља. У међувремену, кампања Тинубу је похвалила комисију и позвала на хапшење портпарола ПДП-а због „подстицања насиља“. У рано јутро 1. марта, председник INEC-а Махмуд Јакубу прогласио је Тинубуа победником након што су сви резултати по државама прикупљени. Као одговор, Абубакар, Оби и Кванквасо су одбацили и заклели се да ће оспорити резултате.

### Ток
Тинубу је уставно започео своје председништво 29. маја 2023. године. Заклетву за председника Нигерије положио је председник Врховног суда Нигерије Олукајоде Аривула у 10:41 часова (WAT) на церемонији инаугурације одржаној на Тргу орлова у Абуџи. Његова влада, након што је превазишла правне препреке опозиције након мартовских избора, генерално је прихваћена без противљења и има међународни легитимитет. Неколико шефова држава и влада присуствовало је церемонији полагања заклетве. Тинубуу је његов претходник Мухамаду Бухари доделио највише национално одликовање Великог команданта Ордена Федералне Републике, а потпредседник Кашим Шетима друго највише одликовање Великог команданта Ордена Нигера 25. маја 2023. године.
Тинубу је у свом инаугурационом говору прогласио укидање владиних субвенција за гориво. Изјава у његовом инаугурационом говору изазвала је почетну паничну куповину и преко ноћи повећање цена на бензинским пумпама у Нигерији. Национални синдикат НЛК позвао је на национални штрајк и протесте због повећања цене горива, што је касније обустављено усред текућих преговора са представницима владе. Владине субвенције за потрошњу горива деценијама су изазивале крварење у нигеријској јавној каси, а укидање је Светска банка похвалила као позитиван развој догађаја за нигеријску економију.
29. маја 2023. године, Тинубу је окончао скупе субвенције за гориво које су раније постојале у Нигерији, доносећи приватизацију нафтној индустрији Нигерије. Субвенција је коштала нигеријску владу 10 милијарди долара годишње у време када ју је Тинубу коначно укинуо.
Председник Тинубу је у ноћи 9. јуна суспендовао Годвина Емефијелеа, моћног гувернера централне банке Нигерије. Емефијелеова суспензија је била друга икада да је шефа врхунске банке у њеној историји сменио нигеријски председник. Емефијелеа је ухапсила нигеријска тајна полиција ССС у Лагосу покушавајући да побегне из земље у Бенин. Суспензија је виђена као позитиван развој догађаја. Емефиеле је као конзервативни банкар приписан старој школи подршке нигеријској наири. Емефиелеа је заменио један од његових економичнијих либералних заменика Фолашодун Адебиси на месту вршиоца дужности гувернера Централне банке Нигерије, у саопштењу председништва „као наставак текуће истраге његове функције и планираних реформи у финансијском сектору економије“. Суспензија и накнадно хапшење Емефиелеа од стране тајне полиције под оптужбама за финансирање тероризма сматра се да није далеко од његових идеолошких склоности и политизације врховне банке са његовим иницијативама на власти као што су арбитража под Бухаријевом администрацијом и редизајн валуте нигеријске наире. Међутим, неки посматрачи су приметили улогу политике у Емефиелеовој суспензији усред тајног повећања горње границе задуживања државног дуга са 5% на 15% на разне начине уочи инаугурације председника Тинубуа.
Након његове суспензије, врховна банка је пет дана касније, 14. јуна, уклонила сва ограничења у трговању девизама и дозволила да национална валута падне на најнижи ниво икада на тржишту. Овај потез, иако не и без преседана, сигнализирао је шта се очекивало након суспензије. Тинубуове финансијске реформе сматране су превазилажењем режима SAP из 1986. године у покушају да драстично реформишу нигеријску економију и владине финансије од повратка демократије две деценије раније. Дана 15. јуна, председник Тинубу је инаугурисао национални економски савет којим председава потпредседник Шетима. Савет има мандат да саветује председника о економским питањима и састоји се од гувернера централне банке и свих гувернера држава федерације. Тинубуов блиски сарадник инвестициони банкар Вале Едун је цар монетарне политике.
Председник Тинубу је 3. јуна именовао сенатора Џорџа Акумеа за секретара Владе федерације и Фемија Гбаџабиамилу за шефа кабинета председника. Тинубу је суспендовао председника EFCC-а Абдулрашида Баву 9. јуна, а нигеријска тајна полиција га је ухапсила због злоупотребе положаја истог дана након сукоба између агената SSS-а и EFCC-а у Лагосу. Његова суспензија, као и Емефијелеова, укључивала је много интрига, јер је Бава претходно ставио Тинубуа под истрагу. Баву је заменио Абдулкарим Чукол за вршиоца дужности председника EFCC-а.
Председник Тинубу је 19. јуна прогласио Малама Нухуа Рибадуа саветником за националну безбедност. Именовање Нухуа Рибадуа, бившег полицајца, сматрано је радикалним заокретом од војног естаблишмента који је дуго доминирао апаратом државне безбедности Нигерије. Председник Тинубу је 19. јуна очистио руководство свих оружаних и паравојних снага, пензионишући у том процесу преко сто педесет генерал-мајора. Очекује се да ће управљање државном безбедношћу под Тинубуом бити вођено цивилном контролом војске под окриљем Канцеларије саветника за националну безбедност, законског уставног тела основаног 1993. године.
Тинубу је започео своју прву страну посету као нигеријски председник у Паризу 21. јуна како би присуствовао глобалном финансијском самиту одржаном у Палеј Бојњару од 22. до 24. јуна. Напустио је Париз и отишао у Лондон у „приватну посету“ где се састао са својим претходником Мухамадуом Бухаријем. Тинубу, упркос драстичним променама у фискалној и монетарној политици, још увек није формирао свој кабинет. Позвао је на коалициону владу како би опозиционе лидере довео под своју контролу. Уставни амандман који је усвојио његов претходник предвиђао је да председник именује министре у првих шездесет дана на функцији. Тинубу је распустио одборе свих министарстава, одељења и агенција Нигерије 19. јуна. Након што је провео месец дана на функцији и завршених парламентарних избора за руководство, Тинубу је законом ограничен да пошаље министарске номинације Сенату на саслушање пре 29. јула.
У августу 2023. године, залагао се за војну интервенцију у Нигеру током нигерске кризе 2023. године. Опозиција је то критиковала.
Дана 16. фебруара 2024. године, Тинубу је именовао Ојетундеа Оладимеџија Оџа, који је ожењен његовом ћерком Фолашаде Тинубу, за шефа Федералне стамбене управе, што је изазвало критике због њеног наводног непотизма.
Дана 29. маја 2024. године, Тинубу је потписао закон којим се поново усваја химна Нигерије Славамо ти, која је била национална химна земље од 1960. до 1978. године, као њена национална химна, замењујући Устаните, сународници.